# Cephalobus elongatus
Cephalobus elongatus is een rondwormensoort uit de familie van de Cephalobidae. De wetenschappelijke naam van de soort is voor het eerst geldig gepubliceerd in 1880 door de Man.